# Julien Brichet
Julien Brichet (1881-19??) est ingénieur horticole ENHV (École nationale d’Horticulture de Versailles), agronome, arboriculteur qui fit carrière en Algérie. Il était aussi un vulgarisateur et un chercheur en arboriculture fruitière.

## Biographie
Louis Julien-Amédée Brichet est né le 1er mars 1881 à Cairanne (Vaucluse). Il épouse Gabrielle Marie Léonie Laubé en mars 1903. En 1914, il est réformé pour hypermétropie des 2 yeux et astigmatisme, il est chargé de mission d'Inspecteur agricole auprès du gouvernement grec à Patras. Le 30 août 1915 à Patras, naissance leur fils Robert, André, Pierre.
Passe dans la subdivision d'Alger en mars 1926 comme Conseiller agricole, chef du service de l'arboriculture au Gouvernement général . Septembre 1930, promu hors-classe de son grade de chef de la station expérimentale, chargé des questions concernant l’arboriculture. Il effectue diverses mission à l'étranger: Italie, et en 1932 mission d'étude sur l'irrigation aux États-Unis (en compagnie de Maurice Cardinal - emballage des fruits et légumes) et Paul Robert. Le gouvernement général souhaite comprendre comment le verger californien s'est implanté sur des terres désertiques avec une faible hygrométrie (J. Brichet note, «les Américains ont fait plus de progrès en vingt ans dans la culture du Dattier que les habitants du Vieux Monde en plusieurs millénaires»). En 1931, il était déjà en relation avec le College of Agriculture de Californie en introduisant des semences de 5 variétés d'abricotier.
De 1933 à1941 il est chargé de l'arboriculture fruitière au Gouvernement général et directeur du jardin d'Essai du Hamma, Directeur du jardin de la ville de Tunis, directeur technique des stations expérimentales d'arboriculture, des pépinières régionales et communales et des vergers expérimentaux. Il travaille sur les figuiers de Kabylie et les porte-greffes d'agrume. Le docteur Trabut, M. Pellegri et J. Brichet sont à l'origine de la mise en place des barrages-réservoirs et l'extension des périmètres irrigués algériens qui allaient favoriser l'essor de l'arboriculture fruitière.
J. Brichet est un homme de terrain, il forme les agriculteurs au greffage du figuier dont il distribue 20 à 25.000 arbres par an. De 1943 à 1952 il publie de nombreux articles pratiques.

## Titres et distinctions
- Mérite Agricole. Chevalier (février 1913)[15], Officier (aout 1937)[16]

## Publications

### Livres
- Précis d'horticulture nord-africaine. Comptoir Agricole Soulivet, 1911 - 235 p.[17]
- M. Delassus, Julien Brichet, Alfred Balachowsky, A. Lepigre. Les ennemis des cultures fruitières en Algérie, et les moyens pratiques de les combattre. Imprimerie orientale, Fontana frères, 1939 - 283 p.[18]

### Articles (sélection)
- Le Figuier. Une industrie, Fruitière qui se meurt./ Réagissons. Bougie L'Écho de Bougie. Juillet 1930[19].

- L'Arboriculture fruitière indigène en Algérie. Paris, VIe Congrès international d'agriculture tropicale et subtropicale. 15-19 juillet 1931[20].
- Nous devons cultiver et manger de beaux fruits. Alger. Alger-étudiant , organe officiel de l'Association générale des étudiants d'Alger. Janvier 1933[21].

- La production du raisin sec. Montpellier, La Journée vinicole, mai 1936[22].
- Le Figuier et les Figues de Gosenza.Tizi-Ouzou , La Kabylie française : le petit Kabyle : organe de défense des intérêts économiques de la Kabylie et des Issers. Juillet 1937[23].
- Mandarines Américaines, Tangerines 'Dancy', Mandarines Algériennes. Casablanca, Revue marocaine des fruits et primeurs de l'Afrique du Nord. Février 1945 p. 29 et 30[24].

- Le froid au service des relations entre l'Algérie et la Grande-Bretagne. Marseille. L'Antenne. 2 juillet 1948[25].
- La figue de Cosenza, Alger, 1937. Extrait in Revue de Botanique Appliquée et d'Agriculture Tropicale, 1937 , p . 656.

#### Revue marocaine des fruits et primeurs de l'Afrique du Nord[26]
Année 1943  
- no 132 Production d’agrumes 1942-1943 réduite par une météorologie défavorable et une culture déficiente ou intempestive, p;10
- no 134 : Abricotier, Amandier. Cerisier. Prunier. Attention au scolyte, no 134, p. 54. Oranger. En parcourant les jeunes orangeries abîmées par le sirocco. p. 50
- no 135: Pruniers greffés sur amandiers, p. 81
- no 136 : Amandier. Au sujet de l’épidémie de Monilia qui a causé de graves dégâts aux vergers d’amandiers, p. 106. Oranger. Modifications dans la composition des fruits au cours de la maturité. Au sujet de la transformation d’orangeries par le regreffage « A la Plancha », p. 107. Poirier. L’exploitation commerciale du poirier en Algérie, p. 96
- no 137 : Le câprier et sa propagation, p. 124, Figuier. Question de figues. Régression de la qualité commerciale, ses causes, ses conséquences, comment y remédier, p. 111, Kakis. Pourquoi certaines années les plaquemines du Japon (kaki) tombent-elles dès la floraison des arbres, p. 125, Le limetier ou lime acide en Floride et ailleurs, p. 127. Néflier greffé sur cognassier. Doit-on tailler le néflier ? Quand et comment p. 125
- no 138 : L’abricotier, arbre fruitier algérien, p. 142. Tangelos. Faut-il étendre la culture des Tangelos, p. 143. Les pêches plates de Chine, p. 142
- no 139 : La Réinfestation des Orangeries par le voisinage, p. 163
- no 140 : Caroubier. Le greffage rationnel des caroubiers et l'établissement de carouberaies, p. 169. Groseiller. Peut-on cultiver utilement les groseillers en Algérie? p. 169
- no 141 : Le citronnier Meyer, p. 190
- no 142 : Olivier. Faut-il tailler les jeunes oliviers aussi sévèrement que les vieux, p. 217[27], Du nitrate d’ammoniaque pour nos orangeries, p. 217. La fertilisation des vergers - Les engrais verts naturels, p. 206
- Le transport sous régime du froid assurera le succès de nos exportations. Mais la coopération des producteurs est la condition sine qua non de l’efficacité de ces transports. p. 203[28].
- Année 1947

- L’arrosage en pluie. Considérations sur les possibilités de son application en Afrique du Nord. Fruits et primeurs de l’Af. du Nord, mars 1947, 87-91[29].

#### L'Agronomie tropicale: publication mensuelle du Ministère des colonies (Direction de l'agriculture, de l'élevage et des forêts)[30]
- En attendant le «quick décline», la greffe pont et la greffe restauration permettraient de régénérer les Citrus dépérissants. 1948, III, p. 659.

- Fumure des agrumes, 1949, IV, p. 105.
- Oliviculture forestière, formule archaïque déchue, 1949, IV, p. 109.
- Orange Hamlin, 1949, IV, p. 550.
- Sauvageons greffés ou boutures, 1949, IV, p. 545.

- Agrumes, 1949, IV, p. 105.
- île de Chypre, 1952, VII, p. 407

## Anthologie
- La fertilisation des vergers, les engrais verts naturels  Casablanca. Revue marocaine des fruits et primeurs de l'Afrique du Nord, décembre 1942, p. 206[31]

« Incorporée en Mars, par exemple, au sol qui l’a portée, cette flore, plus ou moins dense et riche de constitution, réintégrera à celui-ci : d’une part, la plus grande partie de l’eau pluviale qu’elle a absorbée, et, d’autre part, la totalité des éléments minéraux empruntés à la terre nourricière et, enfin, la totalité de la matière organique dont la digestion par le sol entraîne la formation d’humus, réservoir permanent d’azote. C’est ainsi qu’une production herbacée, composée des plantes ci-dessus, susceptibles en fin d’hiver d’atteindre le poids de 20 t à l’hectare et enfouie en vert à cette époque, restitue pratiquement à l’hectare de verger environ 16 to d’eau, les 600 kg environ de matières minérales qui lui ont été empruntées, tandis qu’elle lui apporte 3.5 t  de matières organiques formée aux dépens de l’atmosphère ; tout cela sans préjudice de l’amélioration des conditions physiques que cette fumure apporte au sol qui est en tous points équivalente à celle résultant de l’emploi d'engrais verts de plantes cultivées, comme par exemple : augmentation du pouvoir hygroscopique de la terre et de sa friabilité, entrave à la formation de semelle imperméable, obstacle au lessivage de la couche superficielle du terrain.
Reste la question d’encombrement de la surface du sol du verger pendant toute la période d’hiver qui donne à celui-ci un aspect d’abandon un peu dégradant pour le cultivateur. Mais, qu’à cela ne tienne. Nous n’en sommes plus aujourd’hui à des nuances esthétiques ; ce qui importe, c’est que le verger vive et fructifie. Or, l’utilisation de la flore sauvage comme engrais vert constitue pour l’orangerie notamment une pratique capable, dans bien des cas, d’assurer ce résultat. »